# Universidad del Este de Londres
La Universidad del Este de Londres (en inglés: University of East London, UEL) es una universidad, basada en el East End de Londres (Inglaterra) Reino Unido. La universidad cuenta con alrededor de 23.000 estudiantes, con base en dos campus en Stratford y Docklands.

## Enlaces externos

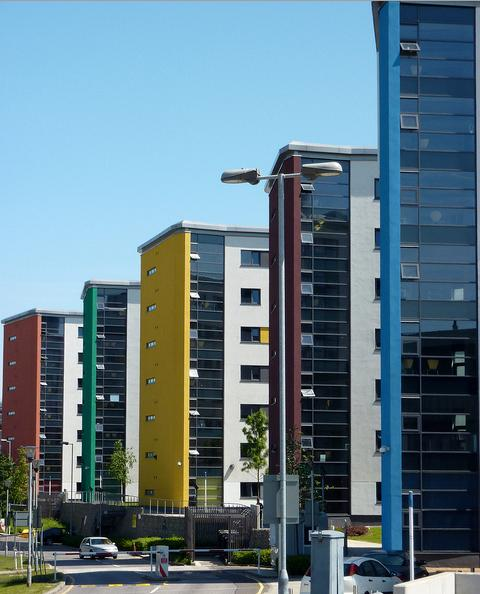
Alojamiento para estudiantes de la Universidad de East London